# شنل (فیلم ۱۹۵۲)
شنل (ایتالیایی: Il Cappotto) فیلمی در ژانر فانتزی به کارگردانی آلبرتو لاتوادا است که در سال ۱۹۵۲ منتشر شد. آنتونلا لوالدی و نینو مارکتی از بازیگران این فیلم بوده‌اند.